# Чекмаш
Чекма́ш (рос. Чекмаш) — присілок у складі Артинського міського округу Свердловської області.
Населення — 75 осіб (2010, 111 у 2002).
Національний склад станом на 2002 рік: росіяни — 95 %.